# چارلز بنت (بازیکن فوتبال)
چارلز بنت (انگلیسی: Charles Bennett؛ زادهٔ ۱۸۸۲) بازیکن فوتبال اهل بریتانیا است.
از باشگاه‌هایی که در آن بازی کرده‌است می‌توان به باشگاه فوتبال بلکپول، باشگاه فوتبال آکرینگتون استنلی، و باشگاه فوتبال برادفورد سیتی اشاره کرد.